# Hanna Elffors Elfström
Hanna Vilhelmina Elffors Elfström, född 18 mars 1995 i Hägersten i Stockholm, är en svensk skådespelerska. Hon spelar Anna i Sunefilmerna Sune i Grekland (2012), Sune på bilsemester (2013) och Sune i fjällen (2014).

## Filmografi
- 2009 – Så olika
- 2012 – Äkta människor
- 2012 – Sune i Grekland
- 2013 – Sune på bilsemester
- 2014 – Sune i fjällen